# 糜昊伦
糜昊伦（1993年1月10日—），出生于陕西省西安市，是一名中国足球运动员，回族，司职后卫。

## 俱乐部生涯
糜昊伦自幼离开家乡西安加入鲁能泰山足球学校，2011年加入山东鲁能泰山梯队以山东青年的名义参加2011年中国足球乙级联赛。5月21日，他在中乙联赛第三轮的比赛中射进联赛生涯的首个进球，帮助山东青年2比0击败河北中基，获得组队后的第一场联赛胜利。糜昊伦在2011赛季中出场15次，射进6球，仅次于吴兴涵，和陈灏并列成为球队的第二射手。2012年，糜昊伦被新任主教练亨克·滕卡特提升到山东鲁能泰山征战2012年中国足球超级联赛的预备队名单。

## 国家队生涯
2007年4月，糜昊伦首次入选中国国少队的集训名单。2010年12月，他首次入选宿茂臻挂帅的中国国青队，并参加2011年1月举行的俄罗斯格拉纳钦杯。他入选国青队参加当年10月底至11月初进行的2012年亞足聯U19青年錦標賽資格賽名单。在中国国青队参加的四场资格赛中，糜昊伦以主力身份出场三次（第一场对阵印度尼西亚，第二场对阵新加坡和第四场对阵澳大利亚），最终帮助国青队以2胜1平1负的成绩晋级正选赛。

## 荣誉

### 俱乐部

#### 山东鲁能泰山
- 中国足协杯：2014